# Жбинце
Жбинце (слч. Žbince) насељено је мјесто са административним статусом сеоске општине (слч. obec) у округу Михаловце, у Кошичком крају, Словачка Република.

## Становништво
| Година:    | 1994. | 2004.    | 2014.   | 2024.   |
| ---------- | ----- | -------- | ------- | ------- |
| Број људи: | 856   | 955      | 965     | 987     |
| Разлика:   |       | +11,56 % | +1,04 % | +2,27 % |

| Година:    | 2023. | 2024.   |
| ---------- | ----- | ------- |
| Број људи: | 994   | 987     |
| Разлика:   |       | -0,70 % |

Према подацима о броју становника из 2011. године насеље је имало 985 становника.